# Гейлі Дафф (керлінгістка)
Гейлі Дафф (24 січня 1997 , Окленд ) — британська керлінгістка, олімпійська чемпіонка, чемпіонка Європи. 